# Loivre
Loivre är en kommun i departementet Marne i regionen Grand Est (tidigare regionen Champagne-Ardenne) i nordöstra Frankrike. Kommunen ligger i kantonen Bourgogne som tillhör arrondissementet Reims. År 2022 hade Loivre 1 438 invånare.

## Befolkningsutveckling
Antalet invånare i kommunen Loivre
| Referens: INSEE |